# Helen, West Virginia
Helen är en ort i Raleigh County i delstaten West Virginia, USA.